# Colepia ingloria
Colepia ingloria är en tvåvingeart som först beskrevs av Macleay 1826.  Colepia ingloria ingår i släktet Colepia och familjen rovflugor. Inga underarter finns listade i Catalogue of Life.